# Nethinius amethystinus
Nethinius amethystinus là một loài bọ cánh cứng trong họ Cerambycidae.